# Пантер (футбольный клуб)
«Пантер» (фр. Panthère Sportive du Ndé FC) — камерунский футбольный клуб из города Бангангте, департамента Нде. Выступает в чемпионате Камеруна. Домашней ареной клуба является муниципальный стадион Банганте, вместимостью 2 тысячи зрителей.

## История
Клуб основан в 1951 году. Команда никогда не побеждала в чемпионате Камеруна, а её лучшим результатом является третье место в сезоне 2011/12.
Более успешно «Патеры» выступали в Кубке Камеруна, дважды становясь победителями — в 1988 и 2009 годах, а также дважды выходя в финал (2015, 2016). Четыре раз команда участвовала в африканских клубных турнирах, дебютировав в 1989 году в Кубке обладателей кубков КАФ, а в трёх остальных случаях сыграв в Кубке Конфедерации КАФ (2010, 2013, 2015).
В 2022 году команда обыграла «Яунде-2» в борьбе за место в чемпионате Камеруна следующего сезона, однако Камерунская федерация футбола приняла решение исключить её из числа участников сезона 2022/23. В итоге команда стала играть в третьем дивизионе, а в сезоне 2023/24 смогла завоевать право на возвращение в высший дивизион страны. Главным тренером с января 2025 года является Ив Клеман Аррога.
В составе команды в разное время играли футболисты, имеющие опыт выступления за национальную сборную Камеруна, такие как Жак Нгемалеу, Иван Нгансоп, Анье Фру и Фрэнки Эссомбо.

## Достижения
- Победитель Кубка Камеруна: 1988, 2009

## Последние результаты
| Сезон   | Див. | Место | Кубок Камеруна |         | Сезон   | Див. | Место       | Кубок Камеруна |
| ------- | ---- | ----- | -------------- | ------- | ------- | ---- | ----------- | -------------- |
| 2008/09 | I    | 7     | Победа         | 2018    | II      | 6    | 1/2 финала  |                |
| 2009/10 | I    | 4     | 1/8 финала     | 2019    | II      | 1    | 1/4 финала  |                |
| 2010/11 | I    | 9     | 1/16 финала    | 2019/20 | I       | 15   |             |                |
| 2011/12 | I    | 3     | 1/2 финала     | 2020/21 | I       | 18   | 1/16 финала |                |
| 2013    | I    | 12    | 1/4 финала     | 2022    | I       | 18   | 1/16 финала |                |
| 2014    | I    | 10    | Финалист       | 2022/23 | III     |      |             |                |
| 2015    | I    | 6     | Финалист       | 2023/24 | II      | 2    | 1/4 финала  |                |
| 2016    | I    | 16    | 1/8 финала     | 2024/25 | I       |      |             |                |
| 2017    | II   | 4     | 1/32 финала    |         | 2025/26 |      |             |                |

## Континентальный турнир
| Сезон | Турнир                       | Этап   | Соперник    | Дома | Гости | Общий |
| ----- | ---------------------------- | ------ | ----------- | ---- | ----- | ----- |
| 1989  | Кубок обладателей кубков КАФ | первый | ЛПРК Ойлерз | 0-0  | 1-2   | 1-2   |
| 2010  | Кубок Конфедерации КАФ       | первый | Вита        | 1-1  | 2-3   | 3-4   |
| 2013  | Кубок Конфедерации КАФ       | предв. | Элект-Спорт | 2-0  | 1-1   | 3-1   |
| 2013  | Кубок Конфедерации КАФ       | первый | УСМ Алжир   | 2-3  | 0-1   | 2-4   |
| 2015  | Кубок Конфедерации КАФ       | предв. | Район Спорт | 0-1  | 0-1   | 0-2   |